# 우다구

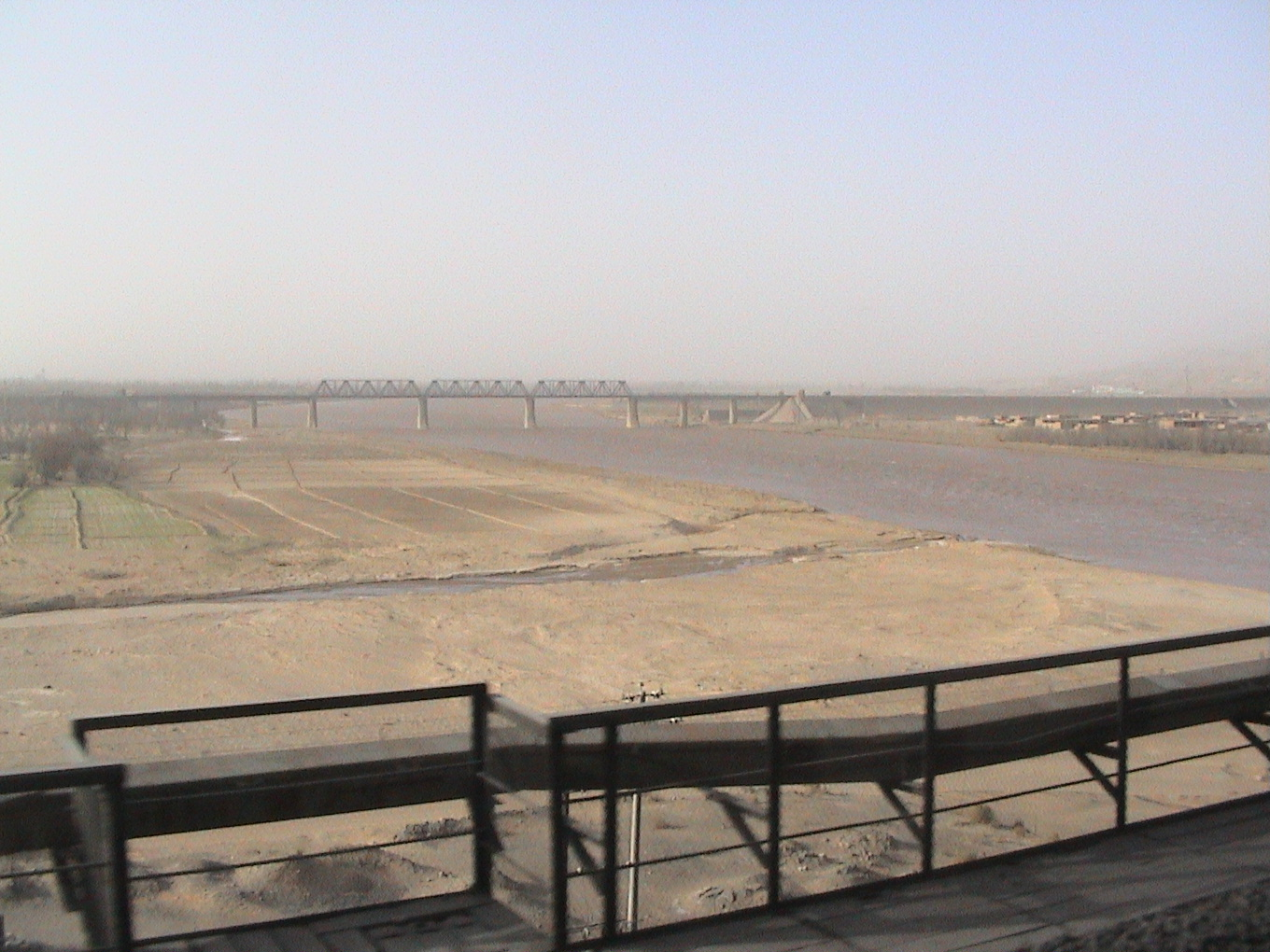

우다구(중국어: 乌达区, 병음: Wūdá Qū, 몽골어: Уд район 우드 구)는 내몽골 자치구 우하이 시의 현급 행정구역이다. 넓이는 220km2이고, 인구는 2007년 기준으로 130,000명이다.

## 기후
연평균 기온은 9.3°C이고 연평균 강수량은 260mm이다. 무상일수는 160일이고 연일조시간은 3000~3300시간이다.

## 행정 구역
7개 가도, 1개 진을 관할한다.
- 가도: 三道坎街道, 五虎山街道, 新达街道, 巴音赛街道, 梁家沟街道, 苏海图街道, 滨河街道.
- 진: 乌兰淖尔镇.